# Чернохвостый скромный чекан
Чернохвостый скромный чекан, также чернохвостка (лат. Oenanthe melanura) — вид воробьиных птиц из семейства мухоловковых. Встречается в пустынных областях в Северной Африке, на Ближнем Востоке и Аравийском полуострове. Во всём своём ареале является оседлой птицей.
Описан голландским зоологом Конрадом Якобом Темминком в 1824 году под названием Saxicola melanura. В 1856 году французский орнитолог Шарль Люсьен Бонапарт взял вид как типовой для описания рода скромных чеканов (Cercomela). По результатам молекулярно-филогенетических исследований, опубликованным в 2010 году, род Cercomela является полифилетическим, а типовой вид — чернохвостый скромный чекан принадлежит роду каменки (Oenanthe). Более подробное исследование, опубликованное в 2012 году, подтвердило ранее полученные результаты. Для создания монофилетических родов чернохвостый скромный чекан перемещён в Oenanthe.
Длина тела 14 см, размах крыльев 23—27 см, масса около 15 г. Имеет чёрный хвост, давший название (от др.-греч. μελάνουρος < μέλας + οὐρά — «чёрный» + «хвост»). Задняя часть тела чёрная. Остальная часть оперения голубовато-серая или серо-коричневая (североафриканская популяция более коричневая, ближневосточная — более голубая). Брюшко и нижняя часть крыльев серовато-белые. Крылья более тёмные. Клюв и ноги чёрные. Половой диморфизм не выражен, то есть самки по внешнему виду не отличаются от самцов.
Питается насекомыми, пойманными в основном на земле. Чернохвостый скромный чекан не боится человека.
Чернохвостый скромный чекан моногамен, и пары остаются на территории гнездования в течение всего года. Обитает в скалистых пустынях и на горных склонах.  Гнездо строится полностью самкой и может быть размещено между валунами, в расщелине скал или в заброшенной норе. Гнездо представляет собой неглубокую чашу из травы и листьев. Самка обычно кладёт вокруг входа в гнездо мелкую гальку. Обычная кладка — три—четыре бледно-голубых яйца с мелкими красно-коричневыми крапинками. Яйца откладываются через ежедневные интервалы и имеют размеры 19,6×14,7 мм и массу 2,26 г. Их насиживает только самка. Птенцы вылупляется через 13—14 дней. Птенцов кормят оба родителя, и примерно через 14 дней они оперяются. За год могут вырасти до трёх выводков.

## Подвиды
Насчитывают 6 подвидов:
- O. m. melanura (Temminck, 1824) — от северо-востока Египта до Израиля, Иордании и центральной Саудовской Аравии
- O. m. neumanni (Ripley, 1952) — юго-запад Саудовской Аравии, Йемен и Оман
- O. m. lypura (Hemprich & Ehrenberg, 1833) — от центрального Судана до Эритреи
- O. m. aussae (Thesiger & Meynell, 1934) — северо-восток Эфиопии, Джибути и север Сомали
- O. m. airensis (Hartert, 1921) — от северного Нигера до центрального Судана
- O. m. ultima (Bates, 1933) — восток Мали и запад Нигера

Подвиды немного различаются по окраске оперения.